# Deandre Ayton
Deandre Edoneille Ayton Sr (ur. 23 lipca 1998 w Nassau) – bahamski koszykarz, reprezentant kraju, występujący na pozycjach silnego skrzydłowego lub środkowego, obecnie zawodnik Los Angeles Lakers 
W 2016 zdobył złoty medal podczas turnieju Adidas Nations oraz meczu wschodzących gwiazd - Nike Hoop Summit. Rok później wystąpił w spotkaniach gwiazd amerykańskich szkół średnich – McDonald’s All-American oraz Jordan Brand Classic. Został też zaliczony do I składu USA TODAY's All-USA (2016, 2017).
W swoim debiucie w barwach Suns, Deandre Ayton, zdobył przeciwko Sacramento Kings 24 punkty. 
27 września 2023 trafił w wyniku wymiany do Portland Trail Blazers. W 2023 roku, przed dołączeniem do Trail Blazers, łączony z Dallas Mavericks. 
Zakontraktowany przez Los Angeles Lakers. Związał się dwuletnią umową wartą 16,6 mln dolarów, z opcją gracza w ostatnim roku.

## Osiągnięcia
Stan na 2 października 2023, na podstawie, o ile nie zaznaczono inaczej.
NCAA
- Uczestnik rozgrywek turnieju NCAA (2018)
- Mistrz:
  - turnieju konferencji Pac-12 (2018)
  - sezonu regularnego Pac-12 (2018)
- Zawodnik roku Pac-12 (2018)[8]
- Most Outstanding Player (MOP=MVP) turnieju Pac-12 (2018)
- Najlepszy pierwszoroczny zawodnik Pac-12 (2018)[9]
- Laureat Karl Malone Award (2018)[10]
- Zaliczony do:
  - I składu:
    - All-American (2018)
    - Pac-12 (2018)
    - defensywnego Pac-12 (2018)
    - najlepszych pierwszorocznych zawodników Pac-12 (2018)
- Lider Pac-12 w:
  - średniej zbiórek (11,6 – 2018)
  - liczbie:
    - punktów (704 – 2018)
    - zbiórek (405 – 2018)
    - celnych:
      - rzutów z gry (276 – 2018)
      - (264) i oddanych (416) rzutów za 2 punkty (2018)

NBA
- Wicemistrz NBA (2021)[11]
- Zaliczony do:
  - I składu debiutantów NBA (2019)[12]
  - II składu letniej ligi NBA (2018)
- Uczestnik Rising Stars Challenge (2019[13], 2020 – wybrany, nie wystąpił z powodu kontuzji[14], zastąpiony przez Nicolò Melliego[15])

Reprezentacja
- Uczestnik Centrobasketu (2016 – 7. miejsce)
- Lider Centrobasketu w zbiórkach (2016)